# Wengen (Bad Wurzach)
Wengen ist ein kleiner Weiler auf der Gemarkung Haidgau, der zur Stadt Bad Wurzach im Landkreis Ravensburg gehört.

## Geschichte
Wengen, erstmals 805 als „Wangas“ erwähnt, erfuhr 1823 eine Vereinödung und besitzt eine Kapelle aus dem 18. Jahrhundert.

## Lage
Wengen liegt am Westhang des Haisterkircher Rückens. Der Wengener Mühlbach fließt durch den Ortskern und teilt den Ort in einen nördlichen und einen südlichen Teil. Wengen liegt vollständig im Gewässereinzugsgebiet des Wengener Mühlbachs.
An den östlichen Rand Wengens grenzt das Naturschutzgebiet Wurzacher Ried an. Obwohl der Ort selbst nicht auf Moor liegt, beginnt das Niedermoor des Wurzacher Rieds etwa 250 Meter östlich. Naturräumlich ist Wengen den Riß-Aitrach-Platten (Nr. 41) der Großlandschaft Donau-Iller-Lech-Platte (Nr. 4) zugeordnet. Der Naturraum Oberschwäbisches Hügelland (Nr. 32) der Großlandschaft Voralpines Hügel- und Moorland (Nr. 3) beginnt etwa 4 Kilometer entfernt. Die bodenkundliche Großlandschaft ist das Altmoränen-Hügelland. Der Westteil Wengens ist von Braunerde-Parabraunerde auf Glazialsedimenten geprägt, während der Ostteil Gley aus Schwemmsedimenten und Fließerden in grundwassererfüllten Hohlformen aufweist.

## Verkehrsanbindung
Wengen ist über einen Gemeindeverbindungsweg erreichbar, der Unterschwarzach und Haidgau verbindet und zwischen Ziegolz und Kramers verläuft. Ein weiterer Gemeindeverbindungsweg führt auf die Grabener Höhe, von wo aus man weiter nach Graben und dort nach Osterhofen oder Eggmannsried gelangt. Zudem führt ein Forstweg über Rotenhäusler zur Kapelle St. Sebastian, dem höchsten Punkt Bad Waldsees. 
Für den Radverkehr ist Wengen nicht direkt an das offizielle Radnetz Baden-Württemberg angeschlossen. Dennoch ist der Gemeindeverbindungsweg zwischen Unterschwarzach und Haidgau, der am Westrand des Wurzacher Rieds verläuft, bei Radfahrern beliebt. Sportliche Radfahrer schätzen zudem die Ostrampe auf die Grabener Höhe, die von Wengen aus Steigungen von bis zu 18 % aufweist.

## Sonstiges
Wengen ist landwirtschaftlich geprägt, wobei ein Lohnunternehmer im Ort ansässig ist. Eine Stromtrasse mit 220- und 380-kV-Leitungen verläuft in Nord-Süd-Richtung durch den Ort.
Für Notfälle ist ein Rettungspunkt (RV-156) beim Hof Reck, am Nordostrand Wengens, eingerichtet.